# Litoral meridional tarragoní
Litoral meridional tarragoní este o arie protejată (arie specială de conservare — SAC, sit de importanță comunitară — SCI) din Spania întinsă pe o suprafață de 4.904,25 ha, integral pe uscat.

## Localizare
Centrul sitului Litoral meridional tarragoní este situat la coordonatele 40°53′12″N 0°49′32″E / 40.8868°N 0.8256°E.

## Înființare
Situl Litoral meridional tarragoní a fost declarat sit de importanță comunitară în septembrie 2006 pentru a proteja 36 de specii de animale. Situl a fost protejat și ca arie specială de conservare în noiembrie 2014.

## Biodiversitate
Situată în ecoregiunile marină mediteraneană și mediteraneană, aria protejată conține 10 habitate naturale: Pseudostepă cu ierburi și specii anuale de Thero-Brachypodietea, Galerii și tufărișuri riverane sudice (Nerio-Tamaricetea și Securinegion tinctoriae), Faleze cu vegetație de Limonium spp. endemic de pe coastele mediteraneene, Straturi cu Posidonia (Posidonion oceanicae), Tufărișuri termo-mediteraneene și de pre-deșert, Pășuni mediteraneene udate de apa mării (Juncetalia maritimi), Tufărișuri halofile mediteraneene și termo-atlantice (Sarcocornetea fruticosi), Recifuri, Păduri de pin mediteraneene cu pini mezogeni endemici, Lagune de coastă.
La baza desemnării sitului se află mai multe specii protejate:
- păsări (25): fluierar de munte (Actitis hypoleucos), alca (Alca torda), rață mare (Anas platyrhynchos), Calonectris diomedea, Caprimulgus ruficollis, Certhia brachydactyla, prundăraș de sărătură (Charadrius alexandrinus), porumbel gulerat (Columba palumbus), vânturel roșu (Falco tinnunculus), capîntortură (Jynx torquilla), Larus michahellis, pescăruș râzător (Larus ridibundus), ciocârlie de pădure (Lullula arborea), muscar sur (Muscicapa striata), Phalacrocorax carbo sinensis, ploier auriu (Pluvialis apricaria), Puffinus mauretanicus, cristei de baltă (Rallus aquaticus), Rissa tridactyla, turturică (Streptopelia turtur), silvie roșcată (Sylvia cantillans), corcodel mic (Tachybaptus ruficollis), chiră de mare (Thalasseus sandvicensis), fluierarul de zăvoi (Tringa ochropus), nagâț (Vanellus vanellus)
- mamifere (7): liliac cu aripi lungi (Miniopterus schreibersii), liliac cu urechi de șoarece (Myotis blythii), liliac cărămiziu (Myotis emarginatus), liliac comun (Myotis myotis), liliacul mare cu potcoavă (Rhinolophus ferrumequinum), liliacul mic cu potcoavă (Rhinolophus hipposideros), delfin mare (Tursiops truncatus)
- nevertebrate (1): croitorul mare al stejarului (Cerambyx cerdo)
- pești (2): Aphanius iberus, Valencia hispanica
- reptile (1): Caretta caretta

Pe lângă speciile protejate, pe teritoriul sitului au mai fost identificate 4 specii de amfibieni, 5 specii de mamifere, 1 specie de reptile.